# Legong

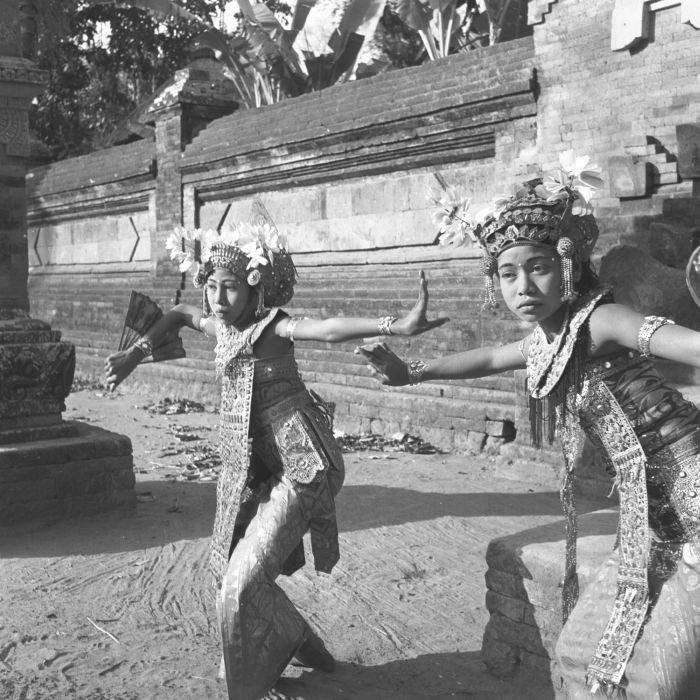
Dos bailarines legong en Bali, 1953.

El legong es una forma de danza balinesa. Es una forma de danza refinada que se caracteriza por movimientos intrincados con los dedos, el complicado juego de piernas, y diversos gestos expresivos y expresiones faciales.

## Orígenes
El legong se originó probablemente en el siglo XIX como un entretenimiento real. Cuenta la leyenda que un príncipe de Sukwati cayó enfermo y tuvo un sueño vívido en el que dos doncellas bailaban al ritmo de la música gamelán. Cuando se recuperó, se las arregló para los bailes que se realizan en la realidad. Otros creen que el legong originó con el sanghyang Dedari, una ceremonia que implica la posesión voluntaria de dos niñas por espíritus benéficos. El legong también se baila en las fiestas públicas. Extractos de dramas de danza legong son presentados a los turistas.

## Bailarines

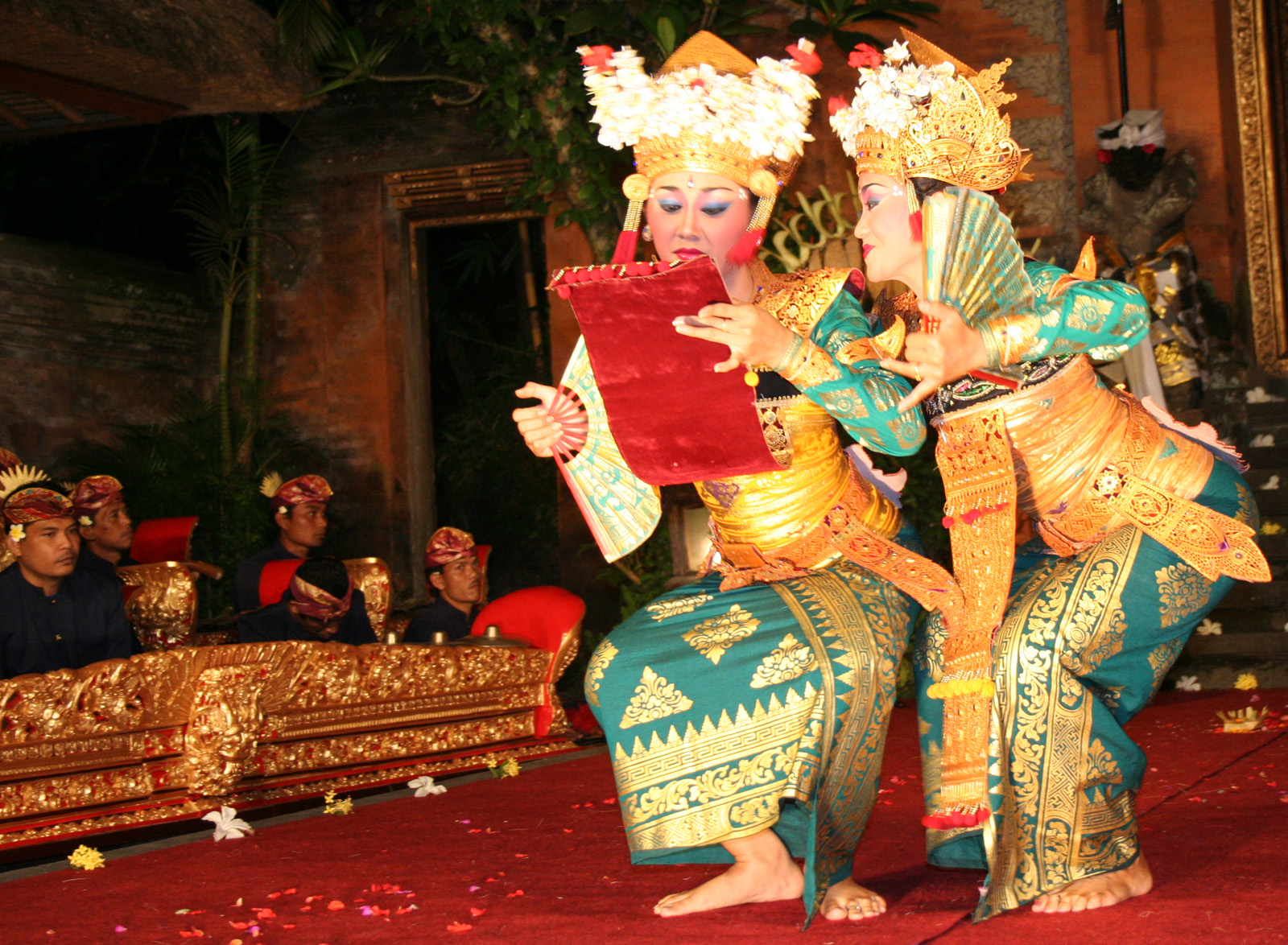
Desempeño del Legong Kraton en Ubud que representa el adiós entre el rey y la princesa.

Los bailarines legong son siempre niñas que aún no han alcanzado la pubertad. Comienzan un riguroso entrenamiento aproximadamente a la edad de cinco años. Estas bailarinas son altamente consideradas en la sociedad y por lo general se convierten en esposas de personajes reales o ricos comerciantes.

## Relatos
El legong clásico promulga varios cuentos tradicionales. El más común es el cuento del rey de Lasem del Malat, una colección de novelas heroicas. Él está en guerra contra otro rey, el padre (o hermano) de la princesa Ranjasari. Lasem quiere casarse con la chica, pero ella lo detesta y trata de huir. Tras perderse en el bosque, ella es capturada por Lasem, que la aprisiona y se va a dar un asalto final contra su familia. Él es atacado por un cuervo monstruoso, que predice su muerte.
El dramatismo se promulgan en la elaborada y estilizada pantomima. Las dos pequeñas actrices están acompañados por un tercer bailarín llamado tjondong o asistente. El prepara el escenario, presenta los bailarines con sus admiradores y más tarde hace el papel del cuervo.

## En la cultura popular
El legong es mencionado en el sencillo "I've Been To Bali Too", de la banda de folk-rock australiana Redgum de su álbum de 1984 Frontline.